# آگوست لوتکه-وستهوس
آگوست لوتکه-وستهوس (آلمانی: August Lütke-Westhüs; ۲۵ ژوئیهٔ ۱۹۲۶ – ۸ سپتامبر ۲۰۰۰) سوارکار اهل آلمان بود.